# 門田しほり
門田 しほり(かどた しほり、1994年<平成6年>2月23日 -)は、日本の女性歌手、ボーカルトレーナー、ダンスインストラクター、モデルである。東京都世田谷区出身、北海道苫小牧市在住。身長152cm、血液型O型。とまこまい観光大使。名前の「しほり」の発音は、「shi-ho-ri」である。

## 略歴
東京都世田谷区出身。2歳半から北海道苫小牧市に住む。苫小牧市立北星小学校、苫小牧市立啓北中学校を経て、北海道苫小牧西高等学校卒業。
母・千恵がダンススクールである「J DANCE STUDIO Step's」を主宰していたことが影響し、幼少時から音楽やダンスのある環境に育つ。現在は同スクールの専属インストラクターを務める。
高校在学中、24時間テレビ(日本テレビ)の苫小牧リポーターを務め、これをきっかけにCMなどのメディアやイベント出演が増加する。
2013年11月10日、19歳の時にNHKのど自慢(NHK)の出場から歌手活動が本格化し、カラオケマシンの採点によって勝敗が決まるTHEカラオケ★バトル(テレビ東京)には過去7回出場した。
2018年6月8日、北海道苫小牧市の企業関係者や政治家、文化人が選任される「とまこまい観光大使」に就任。
2018年8月11日、自身が作詞・作曲を手がけた初の全国流通シングル「Color」をリリース。2019年3月にはカラオケJOYSOUNDに配信開始。
2021年12月11日、エレクトーン奏者のAtsumiが作詞・作曲し、自身がボーカルを務めたコラボレーション楽曲「Winter One Love」を自主制作CDとしてリリース。

## 受賞歴
- THE★カラオケバトル 全国統一！最強歌うま王決定戦 準優勝(テレビ東京・2016年5月)
- THE★カラオケバトル 全国統一！最強歌うま王決定戦 準優勝(テレビ東京・2016年8月)
- 日本カラオケボックス大賞 北海道大会 グランプリ受賞(2016年8月)
- 日本カラオケボックス大賞 全国大会 殊勲賞受賞(2016年10月16日[6])

## 出演

### テレビ
- 24時間テレビ(日本テレビ・2010年8月)
- NHKのど自慢(NHK・2013年11月)
- ハナタレナックス(北海道テレビ・2015年1月)
- THEカラオケ★バトル 最強アマ集結！歌うま王決定戦(テレビ東京・2015年4月)
- THEカラオケ★バトル 最強アマ集結！歌うま王決定戦(テレビ東京・2015年8月)
- THEカラオケ★バトル 全国統一！最強歌うま王決定戦(テレビ東京・2016年5月)
- THEカラオケ★バトル 全国統一！最強歌うま王決定戦(テレビ東京・2016年8月)
- THEカラオケ★バトル 全国統一！2016最強歌うま王決定戦(テレビ東京・2016年11月6日[7])
- THEカラオケ★バトル U-18・アマ・大学生統一王座決定戦2017(テレビ東京・2017年1月1日[8])
- THEカラオケ★バトル 2017春のグランプリ頂上決戦4時間スペシャル(テレビ東京・2017年3月15日[9]))

### CM
- 天然温泉なごみの湯(2010年8月)

### 映画
- 短編映画「shutter×shutter 始まりの音」(出演、主題歌・2019年2月)

### ミュージカル
- エステー2万人の鼓動 TOURSミュージカル「赤毛のアン」(2011年〜2013年)[10]

### モデル
- BIJIN-TOKEI(美人時計)北海道版(2015年2月)
- 着物と和文化の情報誌「花SaKU」(表紙モデル・2019年10月)

## 作品
|   | タイトル               | C/W           | 発売日         | 規格     | 品番      |
| - | ---------------------- | ------------- | -------------- | -------- | --------- |
| 1 | 繋いだ手を離した日から | はじまり/BLUE | 2016年10月2日  | CD       | -         |
| 2 | オトシモノ             | パステル/Re:  | 2016年12月24日 | CD       | -         |
| 3 | Color                  | 愛のことば    | 2018年8月11日  | CD       | DTSK-1807 |
| 4 | Winter One Love        | 5月7日        | 2021年12月11日 | CD       | -         |
| 5 | begin                  | -             | 2023年8月26日  | デジタル | -         |

※太字は全国流通作品。